# العلاقات الزيمبابوية الكولومبية
العلاقات الزيمبابوية الكولومبية هي العلاقات الثنائية التي تجمع بين زيمبابوي وكولومبيا.

## مقارنة بين البلدين
هذه مقارنة عامة ومرجعية للدولتين:
| وجه المقارنة                                              | زيمبابوي | كولومبيا        |
| --------------------------------------------------------- | --- | --------------- |
| المساحة (كم2)                                             | 390.76 ألف | 1.14 مليون      |
| عدد السكان (نسمة)                                         | 16.53 مليون | 49.07 مليون     |
| الكثافة السكانية (ن./كم²)                                 | 42.3 | 43.04           |
| العاصمة                                                   | هراري | بوغوتا          |
| اللغة الرسمية                                             | لغة إنجليزية، اللغة الشونا، النديبيلية الشمالية ‏، لغة الشيشيوا، Barwe ‏، Kalanga language ‏، Tshwa language ‏، النداو ‏، اللغة التسونجا، لغة الإشارة الزيمبابوية ‏، اللغة السوتية، تونغا ‏، اللغة التسوانية، اللغة الفيندية، اللغة الكوسية | اللغة الإسبانية |
| العملة                                                    | دولار أمريكي | بيزو كولومبي    |
| الناتج المحلي الإجمالي (بليون دولار)                      | 17.85 مليار | 309.19 مليار    |
| الناتج المحلي الإجمالي (تعادل القوة الشرائية) بليون دولار | 27.88 مليار | 724.96 مليار    |
| الناتج المحلي الإجمالي الاسمي للفرد دولار أمريكي          | 924 | 7.60 ألف        |
| الناتج المحلي الإجمالي للفرد دولار أمريكي                 | 1.79 ألف | 13.36 ألف       |
| مؤشر التنمية البشرية                                      | 0.509 | 0.720           |
| رمز المكالمات الدولي                                      | +263 | +57             |
| رمز الإنترنت                                              | .zw | .co             |
| المنطقة الزمنية                                           | ت ع م+02:00 | 00              |

## منظمات دولية مشتركة
يشترك البلدان في عضوية مجموعة من المنظمات الدولية، منها:
| علم المنظمة | اسم المنظمة                               | تاريخ انضمام زيمبابوي | تاريخ انضمام كولومبيا |
| ----------- | ----------------------------------------- | --------------------- | --------------------- |
|             | مؤسسة التنمية الدولية                     | 29 سبتمبر 1980        | 16 يونيو 1961         |
|             | الأمم المتحدة                             | 25 أغسطس 1980         | 5 نوفمبر 1945         |
|             | منظمة التجارة العالمية                    | ?                     | ?                     |
|             | منظمة الشرطة الجنائية الدولية             | ?                     | ?                     |
|             | المركز الدولي لتسوية المنازعات الاستشارية | 19 يونيو 1994         | 14 أغسطس 1997         |
|             | الاتحاد الدولي للاتصالات                  | 10 فبراير 1981        | 25 أغسطس 1914         |
|             | الفريق المعني برصد الأرض                  | ?                     | ?                     |
|             | البنك الدولي للإنشاء والتعمير             | 29 سبتمبر 1980        | 24 ديسمبر 1946        |
|             | الاتحاد البريدي العالمي                   | ?                     | ?                     |
|             | منظمة حظر الأسلحة الكيميائية              | ?                     | ?                     |
|             | مؤسسة التمويل الدولية                     | 29 سبتمبر 1980        | 20 يوليو 1956         |
|             | وكالة ضمان الاستثمار متعدد الأطراف        | 10 أبريل 1992         | 30 نوفمبر 1995        |
|             | يونسكو                                    | 22 سبتمبر 1980        | 31 أكتوبر 1947        |

## وصلات خارجية
- موقع وزارة الخارجية الزيمبابوية